# Liparis viridipurpurea
Liparis viridipurpurea là một loài thực vật có hoa trong họ Lan. Loài này được Griseb. mô tả khoa học đầu tiên năm 1866.